# Ostel (Aisne)
Ostel ist eine französische Gemeinde mit 91 Einwohnern (Stand 1. Januar 2022) im Département Aisne in der Region Hauts-de-France; sie gehört zum Arrondissement Soissons, zum Kanton Fère-en-Tardenois und zum Gemeindeverband Val de l’Aisne.

## Geographie
Die Gemeinde Ostel liegt am Südhang des Höhenzuges Chemin des Dames, der die Flüsse Aisne und Ailette voneinander trennt, etwa 20 Kilometer südlich von Laon und 20 Kilometer nordöstlich von Soissons. Unmittelbar nordöstlich von Ostel unterquert der Oise-Aisne-Kanal in einem Tunnel den Chemin des Dames. Nachbargemeinden von Ostel sind Monampteuil im Norden, Chevregny im Nordosten, Braye-en-Laonnois im Osten, Soupir im Südosten, Chavonne im Süden, Vailly-sur-Aisne im Südwesten, Aizy-Jouy im Westen sowie Filain im Nordwesten.

## Geschichte
Die Namen von Ostel hatten im Laufe der Jahrhunderte mehrere Modifikationen: Hostel = Herberge (1133), Autel = Altar (1429) und Ostlium = Kirche.
Vor dem Ersten Weltkrieg hatte das Dorf ein Priorat, das von der 1208 gegründeten Abtei Saint-Jean-des-Vines Soissons stammte. Ein Nebengebäude, das aus dem 17. Jahrhundert zu stammen schien, ergänzte den Komplex des 1914 errichteten Priorats. Es wurde in ein Kloster und Krankenhaus für die Dauer des Krieges unterhalb des jetzigen Friedhofs umgewandelt. Es grenzte an die Kirche an. Im Jahre 1917 kam es zur vollständigen Zerstörung. Das Dorf mit vormals 62 Häusern wurde am selben Ort im Jahr 1922 wieder aufgebaut.

Der 1927 benannte Architekt Pierre Moreaux gehörte zur Société Coopérative de reconstruction approuvée de l'Indépendante de Longueval. Das Datum erklärt die späte Ausführung von Gemeindegebäuden (die Rathausschule von 1928 und die Kirche von 1931), die nach den Häusern gebaut wurden, eine Seltenheit auf dem gesamten Chemin des Dames.

Das Ortsbild des Dorfes unter dem Patronat von Saint Glorieux erlebte während des Wiederaufbaus einige Veränderungen. In der Tat wurden einige Gebäude nicht neu aufgebaut (das Priorat), andere wurden verschoben (die Kirche). Gegenüber dem Friedhof zeugt der Eingang eines Gewölbekellers von der Tatsache, dass das alte Dorf 1914 umfangreicher war.
Im 19. Jahrhundert wurden auf dem Gebiet von Ostel zwei Steinbrüche errichtet. Der eine, das Karree der Ecressis genannt, stellte einen frostfreien Stein mit feinem Korn dar; der andere, die Carrierette, gab einen Stein von minderer Qualität. Der Name des ersten ist näher an den Steinbruch von Bois-des-Equerres-Scies, von dem wir hier sprechen. Während des Krieges 1914 bis 1918 diente das Gelände, auch Prinz-Heinrich Höhle genannt, als Zufluchtsort für die Truppen. Es wurde bis zum 19. April 1917 von den Deutschen besetzt, dann bis zum 27. Mai 1918 von den Franzosen.
Der Feind lebte dort bis zum 30. September 1918. In den 16 Jahren war der Steinbruch Gegenstand heftiger Auseinandersetzungen. Während der Offensive Nivelle stießen die Franzosen auf die Umgebung, bis die deutschen Soldaten des 186. Infanterieregiments zusammenbrachen. Letzterer hatte einen Umgehungstunnel gebaut. Nach dem Krieg wurden die Zugänge verschlossen.

### Bevölkerungsentwicklung
| Jahr                       | 1962 | 1968 | 1975 | 1982 | 1990 | 1999 | 2006 | 2014 | 2022 |
| Einwohner                  | 126  | 130  | 110  | 94   | 96   | 82   | 83   | 78   | 91   |
| Quellen: Cassini und INSEE |      |      |      |      |      |      |      |      |      |

## Sehenswürdigkeiten
- Pfarrkirche Saint-Glorieux, 1931 anstelle der im Ersten Weltkrieg zerstörten Kirche neu errichtet

## Persönlichkeiten
- Gabriel-Henri Gaillard (1726–1806), Historiker und Mitglied der Académie française